# Dubai Chess & Culture Club
Dubai Chess & Culture Club – emiracki klub szachowy z siedzibą w Dubaju.

## Historia
Klub powstał w 1979 roku jako część krajowej federacji szachowej, w 1981 roku stał się niezależnym podmiotem. W 1986 roku klub organizował olimpiadę szachową, a w późniejszym czasie również m.in. mistrzostwa świata w szachach szybkich i błyskawicznych. W 2000 roku zespół wygrał drużynowe mistrzostwa krajów arabskich, a w 2004 roku zdobył Puchar Arabskiej Federacji Szachowej. Klub zdobywał krajowe mistrzostwo w latach 2007, 2017 i 2018. Ponadto w latach 2015, 2017, 2018 i 2022 zdobył mistrzostwo kobiet.
Zawodnikami klubu byli m.in. Mähri Geldiýewa, Michaił Kobalija, Elmar Məhərrəmov, Saeed-Ahmed Saeed i Moussa Taleb.